# Норвуд (Колорадо)
Норвуд (англ. Norwood) — місто (англ. town) в США, в окрузі Сан-Мігель штату Колорадо. Населення — 535 осіб (2020).

## Географія
Норвуд розташований за координатами 38°7′44″ пн. ш. 108°17′30″ зх. д. / 38.12889° пн. ш. 108.29167° зх. д. (38.128842, -108.291704).  За даними Бюро перепису населення США в 2010 році місто мало площу 0,76 км², уся площа — суходіл.

## Демографія
Згідно з переписом 2010 року, у місті мешкало 518 осіб у 215 домогосподарствах у складі 145 родин. Густота населення становила 686 осіб/км².  Було 249 помешкань (330/км²).
Расовий склад населення:
| - 89,8 % — білих - 1,2 % — корінних американців - 0,6 % — чорних або афроамериканців - 0,6 % — азіатів - 4,6 % — осіб інших рас |

До двох чи більше рас належало 3,3 %. Частка іспаномовних становила 12,4 % від усіх жителів.
За віковим діапазоном населення розподілялося таким чином: 25,5 % — особи молодші 18 років, 62,3 % — особи у віці 18—64 років, 12,2 % — особи у віці 65 років та старші. Медіана віку мешканця становила 37,8 року. На 100 осіб жіночої статі у місті припадало 94,0 чоловіків;  на 100 жінок у віці від 18 років та старших — 90,1 чоловіків також старших 18 років.
Середній дохід на одне домашнє господарство  становив 48 236 доларів США (медіана — 41 094), а середній дохід на одну сім'ю — 64 497 доларів (медіана — 55 833). Медіана доходів становила 38 571 долар для чоловіків та 30 882 долари для жінок. За межею бідності перебувало 18,7 % осіб, у тому числі 19,1 % дітей у віці до 18 років та 3,7 % осіб у віці 65 років та старших.
Цивільне працевлаштоване населення становило 283 особи. Основні галузі зайнятості: роздрібна торгівля — 20,8 %, будівництво — 16,6 %, освіта, охорона здоров'я та соціальна допомога — 9,9 %, мистецтво, розваги та відпочинок — 8,8 %.